# Евдоким (Мещерский)
Евдоки́м (в миру Васи́лий Ива́нович Меще́рский; 1 [13] апреля 1869, Казнево, Владимирская губерния — 10 мая 1935, Москва) — деятель обновленчества, обновленческий митрополит Одесский, председатель обновленческого Синода (1923—1925, фактически до 1924 года), до 1922 года — епископ Православной российской церкви, архиепископ Нижегородский и Арзамасский.

## Биография

### Семья и образование
Родился 1 (13) апреля 1869 года в семье псаломщика села Казнево Меленковского уезда Владимирской губернии.
В 1884 году окончил Муромское духовное училище, в 1890 году — Владимирскую духовную семинарию, став лучшим по успеваемости студентом на курсе. В 1894 году окончил Московскую духовную академию со степенью кандидата богословия.

### Монах и преподаватель
21 июля 1894 года архимандритом Антонием (Храповицким) был пострижен в монашество с именем Евдоким.
31 июля 1894 года хиротонисан во иеродиакона, 1 августа — во иеромонаха и указом Святейшего синода был определён на должность преподавателя истории и обличения русского раскола в Новгородской духовной семинарии; 26 декабря того же года официально вступил в эту должность.
С 2 октября 1896 года — инспектор Новгородской духовной семинарии.
2 июня 1898 года удостоен степени магистра богословия и 16 июля того же года Советом Московской духовной академии был утверждён в степени магистра богословия за диссертацию: «Святой Апостол и Евангелист Иоанн Богослов. Его жизнь и благовестнические труды. Опыт библейско-исторического исследования».
С 23 декабря 1898 года — инспектор Московской духовной академии. Читал лекции на кафедре гомилетики и истории проповедничества; 1 января 1899 года возведён в сан архимандрита.
Был сверхштатным экстраординарным профессором академии; 1 февраля 1902 года назначен штатным экстраординарным профессором Московской духовной академии, был инспектором студентов.
9 декабря 1903 года назначен ректором Московской духовной академии с освобождением от должности профессора и от преподавания. Удостоен степени почётного доктора богословия.

### Викарий

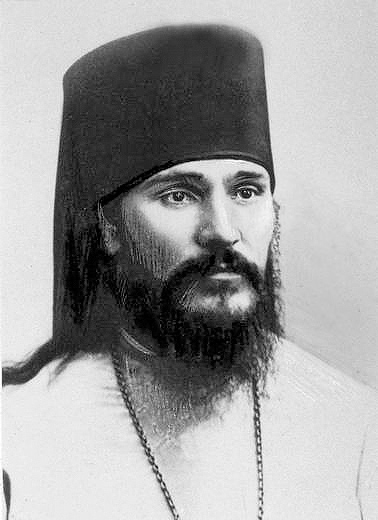

11 декабря 1903 года Святейшим синодом был утверждён доклад Императору о возведении Евдокима (Мещерского) в сан епископа Волоколамского, третьего викария Московской епархии.
Хиротония состоялась 4 января 1904 года в большом Успенском соборе в Кремле, её совершали митрополит Московский и Коломенский Владимир (Богоявленский), архиепископ Ярославский Сергий (Ланин), состоящие на покое епископы Григорий, Иоанн и Антоний, а также епископы — Никанор (Надеждин), Можайский Парфений (Левицкий), Дмитровский Трифон (Туркестанов), Ямбургский Сергий (Страгородский).
13 декабря 1905 года указом Святейшего синода назначен вторым викарием Московской епархии.
С ректорством епископа Евдокима связывали удаление из академии преподавателей, заподозренных в оппозиционных настроениях. Среди прочих вынуждены были покинуть МДА историки Василий Ключевский и Николай Каптерев.
С 21 декабря 1906 года до 1915 года издавал ежемесячный журнал «Христианин», в котором публиковал статьи.
1 августа 1909 года уволен с поста ректора Московской духовной академии, поскольку был уличён в растрате крупной денежной суммы, и назначен епископом Каширским, викарием Тульской епархии. Одновременно с 4 августа 1909 года настоятель Богородичного Щегловского мужского монастыря.
Митрополит Арсений (Стадницкий) в своём дневнике резко негативно отзывался о деятельности Евдокима (Мещерского) и давал объяснение особенностям его карьеры — в частности, перемещению из Москвы на должность провинциального викарного архиерея:

Евдокима я знаю давно… Человек, несомненно, способный; но, по природе своей, лживый и неустойчивый в своих воззрениях. На первых порах он может подкупить своей обходительностью, но при более близком знакомстве лживость его натуры скоро обнаруживается… Время ректорства его в академии было… одним недоразумением и окончилось скандалом, так как он был удалён из академии после ревизии… Настаивал на скорейшем его уходе и митрополит Владимир, который не мог выносить его за лживость… Едва-едва дали ему Тульское викариатство. Здесь он тоже стал чудить, так что Преосвященный Тульский Парфений неоднократно просил Синод взять от него викария, который «невозможно» себя ведёт.

Продолжить карьеру ему, по отзывам современников, помогло только покровительство обер-прокурора Синода В. К. Саблера.

### Архиепископ Алеутский и Северо-Американский
Высочайшим повелением от 29 июля 1914 года назначен Алеутским и Северо-Американским с возведением в сан архиепископа.
Пытаясь справиться с финансовыми трудностями, требовал передачи церковной собственности сербских церквей в руки епархиального управления, что вызвало резко негативную реакцию. П. Г. Проценко в своей книге сообщает также, что архиепископ Евдоким и за границей прославился скандальным поведением, по свидетельству его современников; там он растратил церковное имущество.
Награждён орденами Святой Анны 2-й и 1-й (1912) степеней, сербским орденом Святого Саввы 1-й степени.
В 1917—1918 годах член Всероссийского Поместного Собора, участвовал во всех трёх сессиях, член Судной комиссии при Совещании епископов, председатель XXIII и член II, IX отделов. По-видимому, был кулуарно прощён: как замечает П. Г. Проценко, в столь тяжкое время решено было использовать его большой административный опыт.
18 марта 1918 года назначен временно управляющим Костромской епархией. В Костроме еженедельно проводил пастырские беседы в кафедральном соборе, читал проповеди о творимом большевиками насилии над верующими. Известил Собор о расстреле большой группы костромских священнослужителей и мирян, в том числе священномучеников протоиерея Иосифа Смирнова, иерея Владимира Ильинского и диакона Иоанна Касторского. На короткое время подвергался аресту.

### архиепископ Нижегородский
21 октября 1918 году назначен временным управляющим Нижегородской епархией. 18 ноября он был официально назначен правящим архиереем.
Возглавил епархию в трудной ситуации — вскоре после расстрела временного управляющего епархией епископа Лаврентия (Князева) и ареста многих представителей духовенства. С самого начала своего пребывания на кафедре стремился наладить отношения с советской властью, декларируя полную политическую лояльность. В декабре 1919 года Нижегородский епархиальный совет принял к руководству резолюцию: «…о подчинении Советской власти не за страх, а за совесть… и способствовании проведению в жизнь декретов Советской партии об отделении церкви от государства, о свободе религиозного Совета, религиозных общин епархии». Компромиссная позиция архиепископа, хотя и помогла стабилизировать ситуацию в епархии, но не спасла целый ряд священнослужителей от гонений со стороны органов советской власти.
В феврале 1920 года переименован в архиепископа Нижегородского и Макарьевского.

Поддержал политику властей во время кампании по изъятию церковных ценностей, в своем послании призывал последовать примеру великих христианских подвижников, жертвовавших для своих близких в годину испытаний всем церковным достоянием: 
Стыдно в настоящее время на себе носить золото и бриллианты, когда каждая частица их сможет не только стереть слезы страдающих людей, но и спасти от смерти человека.
После образования при содействии властей обновленческого Высшего церковного управления (ВЦУ) выступил 19 мая 1922 года с открытым письмом, выражая солидарность с «прогрессивной группой духовенства», и обвинил Патриарха Тихона в «разрушении Церкви».

### Уход в обновленчество
16 июня 1922 года присоединился к обновленческому движению, подписав воззвание трёх архиереев — наряду с митрополитом Сергием (Страгородским) и архиепископом Серафимом (Мещеряковым). В этом воззвании говорилось, что они считают единственной канонической верховной властью в церкви обновленческое Высшее церковное управление. Позднее архиепископ Евдоким оказался единственным из этих трёх иерархов, который остался до конца жизни в обновленчестве. В 1922 году обратился с посланием, в котором утверждал:

Никаких сколько-нибудь существенных столкновений с гражданской властью не только у меня, но и у всей Нижегородской епархии за все протекшие четыре года не было, и ничего, кроме чувств благодарности, не могу высказать местной гражданской власти за её вполне корректное отношение к Церкви нижегородской.

В августе 1922 года был участником Всероссийского съезда «Живой Церкви», на котором возведен в сан митрополита; 7 сентября 1922 года утверждён председателем обновленческого Нижегородского епархиального управления; 17 октября 1922 года введён в состав обновленческого ВЦУ. В ноябре 1922 года назначен митрополитом Вятским и Слободским, председателем обновленческого Вятского епархиального управления. Кафедра располагалась в Троицком соборе Вятского кремля.
16 февраля 1923 года назначен митрополитом Одесским и Херсонским, председателем Херсонского епархиального управления; 6 марта 1923 года прибыл к новому месту службы. Кафедра располагалась в Преображенском соборе Одессы. Согласно выдержке из обзора украинского ГПУ за октябрь 1923 года: «За время короткого пребывания своего в Одессе митрополит Евдоким вызвал к себе враждебные отношения со стороны широких масс верующих. Это отношение вызвано его интимной связью с одной монашкой, привезённой им из Нижнего Новгорода. Даже самое прогрессивное духовенство относится к нему отрицательно. Ввиду сложившихся обстоятельств пребывание Евдокима в Одессе является невозможным и может ещё более ослабить обновленческое движение». Московские чекисты приняли это во внимание.

### Лидер обновленческого движения

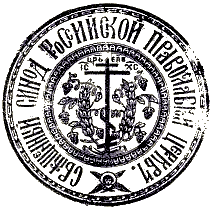
Печать Евдокима, 1924 г.

13 апреля 1923 года был назначен председателем Высшего церковного совета вместо обновленческого митрополита Антонина (Грановского).
После назначения на Одесскую кафедру, прибыв к новому месту служения, вернулся в Нижегородскую епархию, духовенство которой по-прежнему считало его своим архиереем и не признавало епископа Иоанна Альбинского, назначенного ВЦУ. Евдоким (Мещерский) сохранял влияние и авторитет в Нижегородской обновленческой епархии и ехать в Одессу не хотел. В «Обращении к пастырям, к миру и к верующим Нижегородской епархии» от имени Епархиального управления под председательством «архиепископа» Иоанна говорилось: «„Высшее Церковное Управление“ указало митрополиту Евдокиму новое место служения: он перемещён на архиерейскую кафедру в г. Одессу. На Нижегородскую же кафедру назначен архиепископ Иоанн. В связи с этим начались и поддерживаются до настоящего времени волнения среди верующих … собираются подписи на ходатайствах об оставлении на кафедре митрополита Евдокима. Последний не отправляется к новому месту служения…».
Одновременно с 13 апреля по 19 июня 1923 года был временно управляющим Вятской обновленческой епархией и председатель обновленческого Вятского епархиального управления.
В апреле-мае 1923 года был участник «Второго всероссийского поместного собора» (первого обновленческого). Прибыл на него уже после принятия основных решений и не успел подписать документ о низложении и об извержении из сана Патриарха Тихона.
Согласно донесению украинского ГПУ в октябре 1923 года: «За время короткого пребывания своего в Одессе митрополит Евдоким вызвал к себе враждебные отношения со стороны широких масс верующих. Это отношение вызвано его интимной связью с одной монашкой, привезенной им из Нижнего Новгорода. Даже самое прогрессивное духовенство относится к нему отрицательно. Ввиду сложившихся обстоятельств пребывание Евдокима в Одессе является невозможным и может ещё более ослабить обновленческое движение».
С 25 июня 1923 года был председатель обновленческого ВЦС. 8 августа 1923 года, в связи с преобразованием ВЦС в Всероссийский обновленческий синод, стал председателем последнего, а также назначен заведующим издательско-просветительской частью.
Одновременно с 8 августа 1923 года — заведующий московской Серафимовской часовней на 1-й Мещанской.
С 6 декабря 1923 года — профессор обновленческой Московской Богословской академии (открыта 27 ноября 1923), где читал лекции по теории проповеди и проводил занятия по греческому языку.
8 августа 1923 года Высший церковный совет, который возглавлял Евдоким, был переименован в «Священный Синод Российской Православной Церкви», все ранее существовавшие самостоятельные обновленческие группировки упразднялись. Основным успехом его на этом посту стало установление канонических связей с Восточными Патриархатами, в первую очередь, с Константинопольским Патриархом. Старался повысить легитимность обновленческого движения, придать более респектабельный характер.
В июне 1924 года начал издавать богословский журнал «Христианин».
Митрополит Антоний (Храповицкий) в письме Евдокиму (Мещерскому) от 19 сентября 1923 года писал:

«Именующему себя Митрополитом… Да, для Вас все кончено: и бытие Божие, и бессмертие души, и будущий загробный суд, а я остаюсь при прежней, когда-то общей с Вами идеологии: „верую во единого Бога Отца Вседержителя“ и пр. и не желаю перейти на утилитарный взгляд на жизнь… и к вашей церкви лукавнующих не пристану… Покайтесь: ведь жить осталось нам немного: хотя Вы и мой ученик и, увы, постриженник, но и Вам 55 лет скоро исполнится, а при своих слабостях очень долго жить не будете, и на суде Божием ни евреи, ни попы нигилисты за Вас не заступятся».
23 января 1924 года написал (от имени Священного синода Российской православной церкви) в ЦИК М. И. Калинину соболезновании по случаю смерти В. И. Ленина, со словами:

Пусть могила эта родит ещё миллионы новых Ленинов и соединит всех в единую великую братскую, никем неодолимую семью. И грядущие века да не изгладят из памяти народной дорогу к этой могиле, колыбели свободы всего человечества. … Вечная память и вечный покой твоей многострадальной, доброй и христианственной душе.

Председательствовал на обновленческом Предсоборном совещании 1924, на котором выступил с докладом о положении в церкви. В последний день работы совещания выступил с проектом петиции в Совнарком («от себя лично»), в которой, в частности, говорилось, что

все граждане СССР за одну лишь принадлежность к числу религиозных общин и приходских советов не должны подвергаться никаким незакономерным ограничениям и в своих общегражданских и профессиональных правах.
Сюда входят:
а) увольнение со служб и работ; 

б) лишение избирательных прав; 

в) исключение из профсоюзов; 

г) лишение прав на пенсию; 

д) лишний налог на посевы…
Необходимо строго подтвердить всем органам власти на местах беспрепятственное отправление публичных религиозных обрядов и церемоний, которые строго вытекают из потребности культа и основываются на обычаях верующих… Постановления власти на местах о закрытии храмов производятся не раньше, как они будут утверждены ВЦИК… Церковь и служители культа в законодательном порядке ограждаются от публичных оскорблений и издевательств.

С 1924 года Одесско-Херсонской епархией не управлял по болезни. 24 августа 1924 года был предоставлен длительный отпуск для «поправления здоровья». В сентябре 1924 года выехал в Сочи на лечение. 24 ноября 1924 года освобождён от обязанностей председателя Всероссийского обновленческого Синода, с оставлением в должности члена Синода. 12 декабря 1924 года освобождён от обязанностей ответственного редактора журналов «Христианин» и «Вестник Священного Синода». 9 февраля 1925 года освобождён от управления Одесско-Херсонской епархией.
Причинами смещения Евдокима могли быть следующие. Во-первых, ему не удалось достигнуть соглашения с Патриаршей церковью об объединении под его фактическим руководством — православные архиереи выступили резко против любых компромиссов с примкнувшим к обновленцам архиереем. Переговоры об объединении, некоторое время ведшиеся между окружением Патриарха Тихона и Евдокимом, закончились неудачей. 15 апреля 1924 Патриарх Тихон издал послание, в котором объявил, что Евдоким, «за раскол, смуту и мятеж» подлежит извержению из сана. Во-вторых, Евдоким предложил направить за границу обновленческого архиерея Николая Соловья с тем, чтобы он возглавил епархию в Южной Америке. Однако когда Николаю в 1924 году разрешили выехать в Уругвай, он стал выступать с антисоветских позиций, что очень дорого обошлось Евдокиму, который, вызванный к Тучкову, пропал на несколько дней. Вернулся домой митрополит в ужасном состоянии, все лицо у него было в синяках. В-третьих, Евдоким испортил отношения со многими лидерами обновленческого движения, в том числе с Александром Введенским. Возможно, что свою роль сыграло и содержание оглашённой Евдокимом петиции — она явно не устраивала советскую власть, которая до самого своего падения дискриминировала духовенство и верующих, а в обновленцах в 1920-х — 1930-х годах видела своих агентов, а не партнёров.

## Последние годы жизни
В октябре 1925 года был участником «Третьего всероссийского поместного собора» (второго обновленческого), на котором избран членом Всероссийского обновленческого синода. В марте 1926 года получил предложение Всероссийского обновленческого Синода возглавить Нижегородскую обновленческую епархию, с сохранением пособия от Синода. От предложения отказался. Проживал в посёлке Хоста Краснодарского края.
В «Очерках по истории русской церковной смуты» Анатолия Краснова-Левитина и Вадима Шаврова так описывается последний период его жизни: «Уйдя на покой, владыка поселился в Хосте: там он служил в небольшой церкви без диакона и даже без псаломщика; обходясь без старосты, он сам иной раз продавал свечи. Еще худшие времена наступили для владыки в 30-е годы: небольшой храм, в котором он служил, был закрыт. Владыка вынужден был заняться подпольной юридической практикой — писанием исковых заявлений. Когда и эта возможность заработка отпала — местные судебные органы энергично запротестовали — митрополиту было предложено снять с себя сан, на что он, разумеется, не мог согласиться. Не пошел он также на примирение с Синодом. В последние годы его жизни жители Хосты видели почтенного старца, который, сидя в городском сквере, торговал конфетами и пряниками. Это был митрополит Евдоким, когда-то известный в Русской Церкви своими барскими замашками».
Несмотря на отстранение от дел, номинально числился постоянным членом президиума обновленческого Синода. В 1934 году был уволен на покой с оставлением его почётным членом обновленческого Синода.
С 1935 года проживал на даче в Подмосковье. Скончался 22 октября 1935 года. Похоронен на Ваганьковском кладбище Москвы. Точное место могилы Евдокима (Мещерского) утрачено.

## Труды
- Памяти В. Д. Кудрявцева-Платонова // Богословский вестник. 1892. — № 1.
- Святой Апостол и Евангелист Иоанн Богослов. Его жизнь и благовестнические труды. Опыт библейско-исторического исследования. — Сергиев Посад, 1898, 1912.
- Речь пред защитой магистерской диссертации. — Сергиев Посад, 1898.
- Соловки. Страничка из дневника Паломника. — Москва, 1899.
- Новооткрытый рукописный Стоглав. — Сергиев Посад, 1899.
- Из академической жизни // Богословский вестник. 1900. — № 7; 1901. — № 1-2.
- О христианском браке. — Сергиев Посад, 1901.
- Слово на память преподобного Сергия. — Сергиев Посад, 1901.
- Два дня в Кронштадте. Издание 2-е. — Сергиев Посад, 1902.
- Игумен Даниил, настоятель Гефсиманского скита и пещер. — М., 1902.
- Иноки на службе ближним // Богословский вестник. 1902. — № 11-12.
- Пастырь-учитель. Троицкая Лавра, 1903.
- У мощей преподобного Серафима Саровского. — Сергиев Посад, 1903.
- Обзор журналов. Статьи по гомилетике // Богословский вестник. 1903. — № 10-11.
- Памяти Д. Ф. Голубинского // Богословский вестник. 1904. — № 1.
- Речь при наречении во епископа Волоколамского. — Сергиев Посад, 1904.
- Речь пред молебном при начале учебных занятий в МДА. — Сергиев Посад, 1904.
- На заре новой церковной жизни. (Думы и чувства). — Троицкая Лавра, 1905.
- Царь и Патриарх (к характеристике их взаимоотношений). — Сергиев Посад, 1906.
- Любопытная проповедническая новинка // Богословский вестник. 1906. — № 4.
- Пред исповедью; Божественный скиталец; Мы не сироты // Листки. — Сергиев Посад. 1907—1909. Сер. А. — № 11, 29; Сер. Б. — № 3.
- Вечный скиталец. — Сергиев Посад, 1907.
- Деньги. — Сергиев Посад, 1907.
- Христианин // Известия по Казанской епархии. 1907. — № 3.
- Святые минуты. — Сергиев Посад, 1909 (М., 2011).
- У могилы митрополита Филарета. — Сергиев Посад, 1909.
- На ниве Божией, т. I, Сергиев Посад, 1909.
- Свобода печати. — Сергиев Посад, 1912.
- По церковно-общественным вопросам. Том I. Забытый братский устав. — Сергиев Посад, 1914.
- Из истории слова. — Сергиев Посад, 1914.
- Религиозная жизнь в Америке. — Сергиев Посад, 1915.
- Пасхальное приветствие // Американский православный вестник. 1917. — № 13.
- Всем православным христианам, пастырям и архипастырям (открытое письмо) // Живая Церковь. 1922. — № 3. — С. 18—19.
- Все к труду и работе! (Послание архиепископа Евдокима) // Живая Церковь. 1922. — № 6-7. — С. 6—7.
- Наши задачи // Христианин. Издание Учебного комитета при Св. Синоде. 1924. — № 1. — С 1—5.
- Соборный разум или единовластие? // Христианин. Издание Учебного комитета при Св. Синоде. 1924.
- Обращение к духовенству // Следственное дело Патриарха Тихона. — М., 2000. — С. 85-86.
- Два дня в Кронштадте. Из дневника студента // Русская Церковь. Век двадцатый. Т. 1: 1900—1917. Конец Синодального периода, Кн. 1 / авт. предисл. С. Л. Фирсов. — 2014. — 860 с. — ISBN 978-5-699-76860-8 — С. 446—447.

Принял участие в издании Православной богословской энциклопедии (том X).